# Serie A 2022-2023 (rugby a 15)
La Serie A 2022-2023 fu l'88º campionato nazionale italiano di rugby a 15 di seconda divisione. 
La stagione regolare è iniziata il 2 ottobre 2022 e si è conclusa il 7 maggio 2023. Partecipano 33 squadre ripartite in prima fase su 3 gironi geografici. Alle squadre presenti nella precedente edizione si uniscono la S.S. Lazio, retrocessa dal TOP10, CUS Milano, Parma, Patavium e Primavera, promosse dalla Serie B.
A completamento degli organici si è provveduto all'ammissione di Avezzano e Livorno, mentre a calendario definito si prende atto della rinuncia del Amatori Catania che viene rimpiazzato dal Villa Pamphili.

## Squadre partecipanti

### Girone 1
| Club             | Sponsor   | Città            | Impianto interno                                 |
| ---------------- | --------- | ---------------- | ------------------------------------------------ |
| Amatori Alghero  | Trony     | Alghero          | Campo da rugby zona Maria Pia                    |
| Biella           |           | Biella           | Cittadella del Rugby                             |
| CUS Genova       |           | Genova           | Stadio Giacomo Carlini - Marco Bollesan          |
| CUS Milano       |           | Milano           | Campo sportivo Mario Giuriati                    |
| I Centurioni     | Promotica | Lumezzane        | Maw Stadium (Villa Carcina)                      |
| Rugby Milano     |           | Milano           | Centro sportivo G. B. Curioni (Segrate)          |
| Noceto           |           | Noceto           | Stadio Nando Capra                               |
| Parabiago        |           | Parabiago        | Centro sportivo Venegoni-Marazzini               |
| Parma            |           | Parma            | Campo Giuseppe Banchini                          |
| Pro Recco        | Tossini   | Recco            | Stadio Giacomo Carlini - Marco Bollesan (Genova) |
| VII Rugby Torino | TKGroup   | Settimo Torinese | Campo comunale in via Cascina Nuova              |

### Girone 2
| Club         | Sponsor         | Città                      | Impianto interno                 |
| ------------ | --------------- | -------------------------- | -------------------------------- |
| Badia        | Emporio Borsari | Badia Polesine             | Nuovi impianti sportivi comunali |
| Casale       |                 | Casale sul Sile            | Stadio Eugenio                   |
| Paese        |                 | Paese                      | Stadio Gianni Visentin           |
| Patavium     |                 | Rubano e Selvazzano Dentro | Impianti sportivi comunali       |
| Petrarca A   |                 | Padova                     | C.S. Memo Geremia                |
| Romagna      |                 | Ravenna                    | Stadio del Rugby (Cesena)        |
| Tarvisium    | Botter          | Treviso                    | Campo San Paolo                  |
| Valpolicella | Santamargherita | San Pietro in Cariano      | Campo comunale in via Tofane     |
| Valsugana    |                 | Padova                     | Campo Valsugana Rugby            |
| Verona       | Payanini        | Verona                     | Payanini Center                  |
| Vicenza      | Rangers         | Vicenza                    | Rugby Arena                      |

### Girone 3
| Club                   | Sponsor   | Città                    | Impianto interno                |
| ---------------------- | --------- | ------------------------ | ------------------------------- |
| Arvalia Villa Pamphili |           | Roma                     | Stadio del rugby di Corviale    |
| Avezzano               | Isweb     | Avezzano                 | Stadio Angelo Trombetta         |
| Capitolina             |           | Roma                     | Campo dell'Unione               |
| Cavalieri Union        | Estra     | Prato e Sesto Fiorentino | Stadio Enrico Chersoni          |
| Civitavecchia          |           | Civitavecchia            | Campo Moretti-Della Marta       |
| S.S. Lazio             |           | Roma                     | Centro sportivo Giulio Onesti   |
| Livorno                | Unicusano | Livorno                  | Stadio Carlo Montano            |
| Napoli Afragola        |           | Napoli                   | Villaggio del Rugby             |
| Perugia                | Barton    | Perugia                  | Campo da rugby Pian di Massiano |
| Pesaro                 | Fiorini   | Pesaro                   | Campo da rugby Toti-Patrignani  |
| Primavera              |           | Roma                     | Sapienza Sport                  |

## Formula
Il campionato si svolge in una fase a gironi e una a play-off:
- Fase a gironi. Le 33 squadre sono ripartite in 3 gironi secondo criteri di prossimità geografica. In tale fase le squadre si incontrarono, in ogni girone, con la formula all'italiana in partita di andata e ritorno. Al termine di tale fase, le tre squadre prime classificate di ogni girone e la migliore seconda accedono ai playoff.
- Play-off. Semifinale con andata e ritorno. Le vincenti del doppio turno di semifinale si affrontano nella Finale Promozione del 4 giugno (gara unica in campo neutro). La vincente della Finale viene dichiarata Campione d’Italia di Serie A maschile 2022/23 ed è promossa nel Peroni TOP10 2023/24.
- Play-out. Le tre squadre decime classificate si incontrano in gara di sola andata in un mini-girone. L'ultima classificata tra le tre retrocede per la stagione 2023-2024 in serie B.

## Fase a gironi

### Girone 1
| 2-10-2022  | 1ª/12ª giornata            | 29-1-2023 |
| ---------- | -------------------------- | --------- |
| 3-33       | Am. Alghero — CUS Milano   | 17-22     |
| 6-34       | CUS Genova — Parma         | 7-39      |
| 34-25      | Rugby Milano — Pro Recco   | 31-16     |
| 21-20      | Noceto — Biella            | 22-25     |
| 43-18      | Parabiago — I Centurioni   | 26-27     |
|            | Riposa: VIIº Torino        |           |
|            |                            |           |
| 23-10-2022 | 4ª/15ª giornata            | 26-2-2023 |
| 0-20       | Biella — Am. Alghero       |           |
| 21-5       | I Centurioni — VIIº Torino | 9-26      |
| 13-22      | CUS Genova — Noceto        | 0-29      |
| 15-16      | CUS Milano — Parabiago     | 18-35     |
| 32-9       | Parma — Rugby Milano       | 13-26     |
|            | Riposa: Pro Recco          |           |
|            |                            |           |
| 20-11-2022 | 7ª/18ª giornata            | 26-3-2023 |
| 15-22      | Am. Alghero — Parabiago    | 24-31     |
| 13-13      | Rugby Milano — Noceto      | 28-24     |
| 30-31      | Parma — CUS Milano         | 12-27     |
| 15-32      | Pro Recco — Biella         | 14-71     |
| 53-15      | VIIº Torino — CUS Genova   | 24-10     |
|            | Riposa: I Centurioni       |           |
|            |                            |           |
| 18-12-2022 | 10ª/21ª giornata           | 30-4-2023 |
| 23-34      | Am. Alghero — Rugby Milano | 14-55     |
| 26-47      | CUS Genova — Biella        | 19-25     |
| 15-16      | CUS Milano — I Centurioni  | 13-34     |
| 28-26      | Parabiago — Parma          | 26-25     |
| 60-0       | VIIº Torino — Pro Recco    | 26-20     |
|            | Riposa: Noceto             |           |

| 2-10-2022  | 2ª/13ª giornata             | 12-2-2023 |
| ---------- | --------------------------- | --------- |
| 8-31       | Biella — Parabiago          | 22-37     |
| 6-34       | I Centurioni — Rugby Milano | 15-30     |
| 45-14      | CUS Milano — CUS Genova     | 29-0      |
| 27-27      | Parma — VIIº Torino         | 17-22     |
| 14-43      | Pro Recco — Noceto          | 7-48      |
|            | Riposa: Am. Alghero         |           |
|            |                             |           |
| 30-10-2022 | 5ª/16ª giornata             | 5-3-2023  |
| 41-12      | Am. Alghero — CUS Genova    | 25-18     |
| 28-31      | Rugby Milano — Biella       | 30-35     |
| 6-22       | Noceto — Parabiago          | 27-27     |
| 14-37      | Pro Recco — I Centurioni    | 19-50     |
| 33-23      | VIIº Torino — CUS Milano    | 14-16     |
|            | Riposa: Parma               |           |
|            |                             |           |
| 27-11-2022 | 8ª/19ª giornata             | 2-4-2023  |
| 17-10      | Am. Alghero — Pro Recco     | 10-18     |
| 61-19      | Biella — Parma              | 22-43     |
| 27-45      | CUS Genova — I Centurioni   | 21-76     |
| 20-20      | CUS Milano — Rugby Milano   | 32-26     |
| 25-16      | Noceto — VIIº Torino        | 17-15     |
|            | Riposa: Parabiago           |           |
|            |                             |           |
| 22-01-2023 | 11ª/22ª giornata            | 7-5-2023  |
| 27-30      | Biella — CUS Milano         | 18-22     |
| 21-24      | I Centurioni — Noceto       | 15-20     |
| 31-16      | Rugby Milano — VIIº Torino  | 14-31     |
| 38-10      | Parma — Am. Alghero         | 24-15     |
| 0-72       | Pro Recco — Parabiago       | 26-71     |
|            | Riposa: CUS Genova          |           |

| 16-10-2022 | 3ª/14ª giornata            | 19-2-2023 |
| ---------- | -------------------------- | --------- |
| 22-32      | Am. Alghero — I Centurioni | 25-36     |
| 13-12      | Noceto — CUS Milano        | 15-14     |
| 57-10      | Parabiago — CUS Genova     | 34-26     |
| 29-7       | Parma — Pro Recco          | 14-16     |
| 21-15      | VIIº Torino — Biella       | 25-31     |
|            | Riposa: Rugby Milano       |           |
|            |                            |           |
| 30-10-2022 | 6ª/17ª giornata            | 19-3-2023 |
| 21-20      | I Centurioni — Parma       | 21-29     |
| 42-24      | CUS Genova — Rugby Milano  | 14-38     |
| 45-10      | CUS Milano — Pro Recco     | 50-6      |
| 20-15      | Noceto — Am. Alghero       | 13-13     |
| 23-17      | Parabiago — VIIº Torino    | 16-13     |
|            | Riposa: Biella             |           |
|            |                            |           |
| 11-12-2022 | 9ª/20ª giornata            | 23-4-2023 |
| 24-24      | I Centurioni — Biella      | 38-6      |
| 22-21      | Rugby Milano — Parabiago   | 25-47     |
| 15-16      | Parma — Noceto             | 22-15     |
| 20-18      | Pro Recco — CUS Genova     | 25-32     |
| 21-6       | VIIº Torino — Am. Alghero  | 14-10     |
|            | Riposa: CUS Milano         |           |

#### Classifica
| Pos | Squadra          | G  | V  | N | P  | PF  | PS  | DP   | BMP | Pt |
| --- | ---------------- | -- | -- | - | -- | --- | --- | ---- | --- | -- |
| 1   | Parabiago        | 20 | 17 | 1 | 2  | 685 | 370 | +315 | 13  | 83 |
| 2   | Noceto           | 20 | 13 | 3 | 4  | 433 | 327 | +106 | 7   | 65 |
| 3   | I Centurioni     | 20 | 13 | 1 | 6  | 580 | 415 | +165 | 10  | 64 |
| 4   | CUS Milano       | 20 | 12 | 1 | 7  | 512 | 359 | +153 | 11  | 61 |
| 5   | VII Rugby Torino | 20 | 11 | 1 | 8  | 479 | 346 | +133 | 11  | 57 |
| 6   | Rugby Milano     | 20 | 10 | 2 | 8  | 524 | 488 | +36  | 13  | 57 |
| 7   | Parma            | 20 | 9  | 1 | 10 | 508 | 413 | +95  | 14  | 52 |
| 8   | Biella           | 20 | 9  | 1 | 10 | 548 | 515 | +33  | 13  | 51 |
| 9   | Amatori Alghero  | 20 | 5  | 1 | 14 | 355 | 481 | −126 | 9   | 31 |
| 10  | Pro Recco        | 20 | 3  | 0 | 17 | 282 | 790 | −508 | 4   | 16 |
| 11  | CUS Genova       | 20 | 2  | 0 | 18 | 330 | 732 | −402 | 7   | 15 |

### Girone 2
| 2-10-2022  | 1ª/12ª giornata          | 29-1-2023 |
| ---------- | ------------------------ | --------- |
| 10-21      | Paese — Valsugana        | 14-28     |
| 52-17      | Petrarca A — Casale      | 29-24     |
| 32-10      | Tarvisium — Patavium     | 13-6      |
| 17-7       | Valpolicella — Badia     | 19-27     |
| 26-22      | Vicenza — Verona         | 22-24     |
|            | Riposa: Romagna          |           |
|            |                          |           |
| 23-10-2022 | 4ª/15ª giornata          | 26-2-2023 |
| 27-10      | Badia — Petrarca A       | 27-41     |
| 19-36      | Patavium — Vicenza       | 26-27     |
| 13-23      | Valpolicella — Paese     | 22-44     |
| 20-0       | Valsugana — Romagna      | 17-25     |
| 27-14      | Verona — Casale          | 32-13     |
|            | Riposa: Tarvisium        |           |
|            |                          |           |
| 20-11-2022 | 7ª/18ª giornata          | 26-3-2023 |
| 15-22      | Casale — Valsugana       | 32-37     |
| 47-42      | Petrarca A — Paese       | 29-10     |
| 27-34      | Romagna — Tarvisium      | 31-35     |
| 28-22      | Verona — Patavium        | 45-14     |
| 53-14      | Vicenza — Valpolicella   | 50-17     |
|            | Riposa: Badia            |           |
|            |                          |           |
| 18-12-2022 | 10ª/21ª giornata         | 30-4-2023 |
| 20-7       | Paese — Verona           | 17-23     |
| 14-26      | Romagna — Petrarca A     | 10-47     |
| 29-12      | Tarvisium — Badia        | 31-31     |
| 6-32       | Valpolicella — Valsugana | 38-31     |
| 38-17      | Vicenza — Casale         | 33-24     |
|            | Riposa: Patavium         |           |

| 2-10-2022  | 2ª/13ª giornata         | 12-2-2023 |
| ---------- | ----------------------- | --------- |
| 10-31      | Badia — Vicenza         | 7-40      |
| 30-23      | Casale — Paese          | 20-32     |
| 8-36       | Patavium — Petrarca A   | 7-16      |
| 30-9       | Valsugana — Tarvisium   | 16-26     |
| 53-15      | Verona — Romagna        | 24-26     |
|            | Riposa: Valpolicella    |           |
|            |                         |           |
| 30-10-2022 | 5ª/16ª giornata         | 5-3-2023  |
| 5-37       | Badia — Verona          | 25-22     |
| 17-20      | Casale — Patavium       | 18-10     |
| 17-24      | Paese — Tarvisium       | 12-28     |
| 32-25      | Romagna — Valpolicella  | 31-34     |
| 34-28      | Valsugana — Petrarca A  | 19-15     |
|            | Riposa: Vicenza         |           |
|            |                         |           |
| 27-11-2022 | 8ª/19ª giornata         | 2-4-2023  |
| 9-25       | Paese — Vicenza         | 54-33     |
| 21-19      | Romagna — Casale        | 15-42     |
| 33-14      | Tarvisium — Verona      | 20-16     |
| 11-14      | Valpolicella — Patavium | 35-17     |
| 39-14      | Valsugana — Badia       | 19-12     |
|            | Riposa: Petrarca A      |           |
|            |                         |           |
| 22-01-2023 | 11ª/22ª giornata        | 7-5-2023  |
| 28-3       | Badia — Romagna         | 21-25     |
| 28-34      | Casale — Tarvisium      | 29-28     |
| 30-27      | Patavium — Paese        | 32-26     |
| 10-18      | Petrarca A — Vicenza    | 17-42     |
| 46-9       | Verona — Valpolicella   | 12-11     |
|            | Riposa: Valsugana       |           |

| 16-10-2022 | 3ª/14ª giornata           | 19-2-2023 |
| ---------- | ------------------------- | --------- |
| 27-3       | Casale — Badia            | 22-24     |
| 21-13      | Petrarca A — Verona       | 22-18     |
| 14-34      | Romagna — Patavium        | 0-31      |
| 44-34      | Tarvisium — Valpolicella  | 29-17     |
| 42-38      | Vicenza — Valsugana       | 37-24     |
|            | Riposa: Paese             |           |
|            |                           |           |
| 30-10-2022 | 6ª/17ª giornata           | 19-3-2023 |
| 18-10      | Paese — Romagna           | 17-24     |
| 35-10      | Patavium — Badia          | 15-19     |
| 13-23      | Tarvisium — Vicenza       | 34-29     |
| 21-14      | Valpolicella — Petrarca A | 17-28     |
| 21-31      | Valsugana — Verona        | 19-28     |
|            | Riposa: Casale            |           |
|            |                           |           |
| 11-12-2022 | 9ª/20ª giornata           | 23-4-2023 |
| 8-17       | Badia — Paese             | 12-22     |
| 8-15       | Casale — Valpolicella     | 28-24     |
| 15-38      | Patavium — Valsugana      | 10-31     |
| 10-17      | Petrarca A — Tarvisium    | 45-24     |
| 46-10      | Vicenza — Romagna         | 75-21     |
|            | Riposa: Verona            |           |

#### Classifica
| Pos | Squadra      | G  | V  | N | P  | PF  | PS  | DP   | BMP | Pt |
| --- | ------------ | -- | -- | - | -- | --- | --- | ---- | --- | -- |
| 1   | Vicenza      | 20 | 18 | 0 | 2  | 747 | 389 | +358 | 17  | 89 |
| 2   | Tarvisium    | 20 | 16 | 1 | 3  | 558 | 416 | +142 | 13  | 79 |
| 3   | Valsugana    | 20 | 12 | 0 | 8  | 531 | 414 | +117 | 15  | 63 |
| 4   | Verona       | 20 | 13 | 0 | 7  | 525 | 372 | +153 | 10  | 62 |
| 5   | Petrarca A   | 20 | 12 | 0 | 8  | 522 | 430 | +92  | 14  | 62 |
| 6   | Casale       | 20 | 7  | 0 | 13 | 451 | 514 | −63  | 13  | 41 |
| 7   | Patavium     | 20 | 7  | 0 | 13 | 375 | 479 | −104 | 10  | 38 |
| 8   | Badia        | 20 | 6  | 1 | 13 | 336 | 494 | −158 | 11  | 37 |
| 9   | Paese        | 20 | 6  | 0 | 14 | 423 | 497 | −74  | 12  | 36 |
| 10  | Valpolicella | 20 | 6  | 0 | 14 | 399 | 570 | −171 | 8   | 32 |
| 11  | Romagna      | 20 | 6  | 0 | 14 | 354 | 646 | −292 | 7   | 31 |

### Girone 3
| 2-10-2022  | 1ª/12ª giornata             | 29-1-2023 |
| ---------- | --------------------------- | --------- |
| 13-41      | Avezzano — Capitolina       | 27-52     |
| 23-17      | Civitavecchia — Livorno     | 31-32     |
| 47-10      | Lazio — Pesaro              | 24-8      |
| 20-17      | Perugia — V. Pamphili       |           |
| 26-22      | Primavera — Cavalieri       | 10-45     |
|            | Riposa: Afragola            |           |
|            |                             |           |
| 23-10-2022 | 4ª/15ª giornata             | 26-2-2023 |
| 17-47      | V. Pamphili — Lazio         | 17-59     |
| 57-14      | Capitolina — Civitavecchia  | 10-19     |
| 49-14      | Cavalieri — Avezzano        | 17-26     |
| 37-20      | Livorno — Afragola          | 31-28     |
| 12-33      | Perugia — Primavera         | 43-24     |
|            | Riposa: Pesaro              |           |
|            |                             |           |
| 20-11-2022 | 7ª/18ª giornata             | 26-3-2023 |
| 12-57      | V. Pamphili — Capitolina    | 26-47     |
| 48-14      | Avezzano — Civitavecchia    | 36-34     |
| 25-19      | Lazio — Primavera           | 59-10     |
| 20-26      | Afragola — Perugia          | 32-14     |
| 20-22      | Pesaro — Cavalieri          | 3-45      |
|            | Riposa: Livorno             |           |
|            |                             |           |
| 18-12-2022 | 10ª/21ª giornata            | 30-4-2023 |
| 19-26      | Avezzano — Lazio            | 10-38     |
| 25-7       | Capitolina — Livorno        | 41-20     |
| 38-17      | Civitavecchia — V. Pamphili | 22-26     |
| 22-30      | Afragola — Pesaro           | 23-8      |
| 11-20      | Perugia — Cavalieri         | 22-43     |
|            | Riposa: Primavera           |           |

| 2-10-2022  | 2ª/13ª giornata           | 12-2-2023 |
| ---------- | ------------------------- | --------- |
| 25-20      | V. Pamphili — Afragola    | 7-26      |
| 45-0       | Capitolina — Perugia      | 61-17     |
| 76-16      | Cavalieri — Civitavecchia | 27-14     |
| 0-59       | Livorno — Lazio           | 17-64     |
| 36-14      | Pesaro — Primavera        | 19-26     |
|            | Riposa: Avezzano          |           |
|            |                           |           |
| 30-10-2022 | 5ª/16ª giornata           | 5-3-2023  |
| 47-3       | Avezzano — Perugia        | 20-16     |
| 31-0       | Lazio — Cavalieri         | 37-21     |
| 17-24      | Afragola — Capitolina     | 17-47     |
| 31-7       | Pesaro — Livorno          | 20-36     |
| 32-16      | Primavera — Civitavecchia | 20-35     |
|            | Riposa: V. Pamphili       |           |
|            |                           |           |
| 27-11-2022 | 8ª/19ª giornata           | 2-4-2023  |
| 25-0       | Avezzano — Pesaro         | 17-16     |
| 12-29      | Capitolina — Lazio        | 23-42     |
| 47-10      | Cavalieri — V. Pamphili   | 36-31     |
| 11-14      | Perugia — Livorno         | 27-27     |
| 39-14      | Primavera — Afragola      | 12-49     |
|            | Riposa: Civitavecchia     |           |
|            |                           |           |
| 22-01-2023 | 11ª/22ª giornata          | 7-5-2023  |
| 24-28      | V. Pamphili — Avezzano    | 34-33     |
| 26-17      | Cavalieri — Capitolina    | 13-13     |
| 40-3       | Lazio — Afragola          | 47-26     |
| 20-25      | Livorno — Primavera       | 26-36     |
| 25-14      | Pesaro — Civitavecchia    | 11-31     |
|            | Riposa: Perugia           |           |

| 16-10-2022 | 3ª/14ª giornata          | 19-2-2023 |
| ---------- | ------------------------ | --------- |
| 48-36      | Avezzano — Livorno       | 13-25     |
| 28-15      | Civitavecchia — Perugia  | 19-24     |
| 29-34      | Afragola — Cavalieri     | 19-42     |
| 32-6       | Pesaro — V. Pamphili     | 27-28     |
| 17-27      | Primavera — Capitolina   | 25-39     |
|            | Riposa: Lazio            |           |
|            |                          |           |
| 30-10-2022 | 6ª/17ª giornata          | 19-3-2023 |
| 45-7       | Capitolina — Pesaro      | 24-12     |
| 18-10      | Civitavecchia — Afragola | 24-30     |
| 47-26      | Livorno — V. Pamphili    | 31-18     |
| 10-50      | Perugia — Lazio          | 12-55     |
| 7-24       | Primavera — Avezzano     | 17-50     |
|            | Riposa: Cavalieri        |           |
|            |                          |           |
| 11-12-2022 | 9ª/20ª giornata          | 23-4-2023 |
| 0-31       | V. Pamphili — Primavera  | 20-17     |
| 61-0       | Lazio — Civitavecchia    | 63-12     |
| 13-50      | Livorno — Cavalieri      | 24-33     |
| 19-21      | Afragola — Avezzano      | 34-35     |
| 29-12      | Pesaro — Perugia         | 31-30     |
|            | Riposa: Capitolina       |           |

#### Classifica
| Pos | Squadra         | G  | V  | N | P  | PF  | PS  | DP   | BMP | Pt  |
| --- | --------------- | -- | -- | - | -- | --- | --- | ---- | --- | --- |
| 1   | S.S. Lazio      | 20 | 20 | 0 | 0  | 903 | 246 | +657 | 20  | 100 |
| 2   | Cavalieri Union | 20 | 17 | 1 | 2  | 696 | 351 | +345 | 13  | 83  |
| 3   | Capitolina      | 20 | 16 | 1 | 3  | 719 | 344 | +375 | 15  | 81  |
| 4   | Avezzano        | 20 | 12 | 0 | 8  | 545 | 511 | +34  | 12  | 60  |
| 5   | Livorno         | 20 | 6  | 1 | 13 | 457 | 660 | −203 | 14  | 40  |
| 6   | Pesaro          | 20 | 7  | 0 | 13 | 375 | 498 | −123 | 10  | 38  |
| 7   | Primavera       | 20 | 7  | 0 | 13 | 427 | 591 | −164 | 7   | 35  |
| 8   | Civitavecchia   | 20 | 7  | 0 | 13 | 414 | 645 | −231 | 7   | 35  |
| 9   | Napoli Afragola | 20 | 5  | 0 | 15 | 442 | 577 | −135 | 13  | 33  |
| 10  | Villa Pamphili  | 20 | 6  | 0 | 14 | 391 | 692 | −301 | 9   | 33  |
| 11  | Perugia         | 20 | 5  | 1 | 14 | 382 | 636 | −254 | 9   | 31  |

## Play-off
|  | Semifinali      | Semifinali      | Semifinali | Semifinali |  |  | Finale     | Finale     | Finale |  |
|  |                 |                 |            |            |  |  |            |            |        |  |
|  | Cavalieri Union | Cavalieri Union | 22         | 29         |  |  |            |            |        |  |
|  | Vicenza         | Vicenza         | 38         | 38         |  |  | Vicenza    | Vicenza    | 21     |  |
|  | Parabiago       | Parabiago       | 28         | 19         |  |  | S.S. Lazio | S.S. Lazio | 18     |  |
|  | S.S. Lazio      | S.S. Lazio      | 41         | 38         |  |  |            |            |        |  |

### Semifinali
| Arbitro: | Alberto Favaro (Brescia) |

|                                                  |      |                                                          |
| Cornejo 27’ Mikaele 39’ Albano 48’ Palazzini 80’ | mt   | 4’ Maina 23’ Baffigi 30’ Sánchez 52’ Criach 70’ Gilligan |
| Silva Soria 27’, 80’ Grassi 39’, 48’             | tr   | 4’, 23’, 30’, 52’ Donato 70’ Santarelli                  |
|                                                  | c.p. | 7’, 58’ Donato                                           |

| Arbitro: | Francesco Meschini (Milano) |

|                               |      |                                               |
| Pesci 10’ Castellana 28’, 79’ | mt   | 3’ O’Leary 27’ tecnica 57’ Pozzobon 71’ Gómez |
| Puglia 28’ Magni 79’          | tr   | 3’, 71’ Mercerat                              |
| Puglia 21’                    | c.p. | 15’, 19’, 30’, 39’ Mercerat                   |

| Arbitro: | Daniele Pompa (Chieti) |

|                                                |      |                                      |
| Bonavolontà 10’, 17’, 28’ Fidel 59’ Pilati 73’ | mt   | 47’ Strada 67’ Silva Soria 80’ Fusco |
| Donato 10’, 17’, 28’ Cruciani 59’, 73’         | tr   | 47’, 67’ Silva Soria                 |
| Donato 13’                                     | c.p. |                                      |

| Arbitro: | Matteo Locatelli (Bergamo) |

|                                                                      |    |                                                 |
| Biasolo 11’ O’Leary 14’ Gómez 23’, 34’ Lazzarotto 53’ Foroncelli 64’ | mt | 4’, 31’, 38’ Giovanchelli 20’ Pesci 68’ Zucconi |
| Mercerat 11’, 23’, 53’, 64’                                          | tr | 20’, 38’ Puglia                                 |

### Finale
| Arbitro: | Francesco Meschini (Milano) |

|                          |      |                       |
| Nicoli 56’ Piantella 75’ | mt   | 20’ Sánchez 36’ Maina |
| Mercerat 56’             | tr   | 20’ Donato            |
| Mercerat 10’, 60’, 64’   | c.p. | 47’ Donato            |
|                          | drop | 26’ Rodríguez         |

## Play-out

### Risultati
| Data      | Incontro                           | Risultato |
| --------- | ---------------------------------- | --------- |
| 21-5-2023 | Pro Recco - Valpolicella           | 24-28     |
| 28-5-2023 | Valpolicella — Arvalia V. Pamphili | 63-5      |
| 4-6-2023  | Arvalia V. Pamphili — Pro Recco    | 28-20     |

### Classifica
| Pos | Squadra        | G | V | N | P | PF | PS | DP  | BMP | Pt |
| --- | -------------- | - | - | - | - | -- | -- | --- | --- | -- |
| 1   | Valpolicella   | 2 | 2 | 0 | 0 | 91 | 29 | +62 | 2   | 10 |
| 2   | Villa Pamphili | 2 | 1 | 0 | 1 | 33 | 83 | −50 | 0   | 4  |
| 3   | Pro Recco      | 2 | 0 | 0 | 2 | 44 | 56 | −12 | 1   | 1  |

## Verdetti
- Vicenza: Campione d'Italia Serie A, promossa in Serie A Élite 2023-2024
- CUS Genova, Perugia, Pro Recco, Romagna: retrocesse in Serie B 2023-2024